# 赤堀町
赤堀町（あかぼりまち）は、群馬県佐波郡にあった町。人口18,603人、面積24.38 km2。（2003年）
2005年1月1日に旧伊勢崎市、境町、東村と市町村合併を行い、伊勢崎市となったため、消滅した。

## 歴史
- 1889年（明治22年）4月1日 - 佐位郡今井、五目牛（ごめうし）、下触（しもふれい）、堀下、市場、野、西久保、曲沢、間野谷（あいのや）、香林（こうばやし）、西野村、南勢多郡磯村の12か村が合併、佐位郡赤堀村が成立。村役場は大字西久保字田宿64-5に置かれる。
- 1896年（明治29年）4月1日 - 佐位郡と那波郡の合併に伴い、佐波郡に所属。
- 1949年（昭和24年）2月1日 - 大字鹿島が新設。
- 1955年（昭和30年）1月20日 - 両毛線間野谷駅が開業する。
- 1968年（昭和43年）10月1日 - 両毛線の間野谷駅の営業が休止となる。
- 1986年（昭和61年）10月1日 - 町制施行し赤堀町となる。
- 1987年（昭和62年）4月1日 - 両毛線の間野谷駅が廃止される。
- 2005年（平成17年）1月1日 - （旧）伊勢崎市・佐波郡東村・境町と合併、伊勢崎市となる。

## 地域

### 町内の大字
赤堀町で使われていた大字は、下記の通り伊勢崎市が成立した際廃止され、新たに町名が設置された。ほとんどの大字はそのまま大字の字句が取り外され、町名として使われたが、大字鹿島、今井の二大字は伊勢崎市鹿島町、今井町と重複してしまうため伊勢崎市成立後は大字名の前に赤堀をつけ、町名とした。
- 間野谷
- 今井
- 鹿島
- 磯
- 市場
- 香林
- 五目牛
- 下触
- 西久保
- 西野
- 野
- 堀下
- 曲沢

### 産業
工業
- 小倉クラッチ（大字鹿島1539、大字香林1284）
- まるか食品（大字下触1101-1）

金融
- 赤堀町農業協同組合（大字市場24）
- アイオー信用金庫赤堀支店（大字市場890）
- あかぎ信用組合赤堀支店（大字西久保114）

商業
- ベイシアあかぼりモール（大字市場1542）
- フォリオ赤堀〔フレッセイを核テナントとしたSC〕（大字曲沢196-1）
- カインズホーム赤堀店（大字市場372）

### 教育
小学校
- 赤堀町立赤堀小学校(現・伊勢崎市立赤堀小学校)（大字西久保72）
- 赤堀町立赤堀東小学校(現・伊勢崎市立赤堀東小学校)（大字香林260-2）
- 赤堀町立赤堀南小学校(現・伊勢崎市立赤堀南小学校)（大字堀下264-1）

中学校
- 赤堀町立赤堀中学校(現・伊勢崎市立赤堀中学校)（大字西久保398）

## 交通

### 道路
高速道路
- 北関東自動車道（町内にICは無い。最寄のICは伊勢崎IC）

国道
- 国道17号（上武道路）
- 国道50号

主な県道
- 群馬県道73号伊勢崎大間々線
- 群馬県道76号前橋西久保線

### 鉄道
鉄道網は赤堀町の南東部をJR両毛線がわずかに通過しているのみである。1955年（昭和30年）に両毛線間野谷駅が開業したが、1968年（昭和43年）に廃止された。

## 名所・旧跡
- 花しょうぶ園（大字下触213）
- せせらぎ公園（大字堀下186-1）
- 赤堀城跡（大字今井1414）

## 隣接する自治体
- 前橋市(城南地区、粕川地区)
- 伊勢崎市(殖蓮地区、三郷地区)
- 勢多郡新里村（現：桐生市）
- 佐波郡東村（現：伊勢崎市）
- 新田郡笠懸町（現：みどり市）